# قائمة مواقع التراث العالمي في مصر

تضم جمهورية مصر العربية 7 مواقع ضمن القائمة الرئيسية الأصلية لمواقع التراث العالمي، و32 موقعاً ضمن القائمة الإرشادية المؤقتة لمواقع التراث العالمي.
تواجه بعض مواقع التراث العالمي في مصر بالإضافة إلى مواقع أخرى محمية (سواء على المستوى الوطني أو تلك المسجلة في القائمة الرئيسية للتراث العالمي أو ضمن القائمة الإرشادية المؤقتة لمواقع التراث العالمي) العديد من التحديات في الحفاظ عليها وإدارتها.
وتلعب الآثار المصرية دورًا رئيسيًا في تنشيط السياحة الثقافية والأثرية، وهي من أهم وأقدم أنواع السياحة في مصر، وقد نشأت السياحة الثقافية منذ اكتشاف الآثار المصرية القديمة، وفك رموز الحروف الهيروغليفية من خلال بعثات الآثار والسياح ومؤلفي الكتب السياحية والتاريخية والتأريخية وزيارة اكتشاف المزيد من الآثار المصرية القديمة.

## القائمة
فيما يلي قائمة بمواقع التراث العالمي الخاصة بمصر، التي تم ترتيبها حسب تاريخ إدراجها في قائمة مواقع التراث العالمي (لليونسكو) كالتالي:
| الصورة | الاسم                                             | الموقع                                                                 | النوع | الرقم | سنة التسجيل | ملاحظات |
| ------ | ------------------------------------------------- | ---------------------------------------------------------------------- | ----- | ----- | ----------- | --- |
| ' مصر' |                                                   |                                                                        |       |       |             | |
|        | أبو مينا                                          | محافظة الإسكندرية 30°50′28″N 29°39′47″E / 30.840980°N 29.663117°E      | ثقافي | 90    | 1979        | مهددة بالخطر منذ العام 2001. |
|        | مدينة طيبة القديمة ومقبرتها                       | محافظة الأقصر 25°43′14″N 32°36′37″E / 25.72056°N 32.61028°E            | ثقافي | 87    | 1979        | مدينة متحفية فرعونية قديمة بمصر العليا، وإحدى عواصم مصر القديمة إبان المملكتين الوسطى والحديثة أيام قدماء المصريين. يوجد بها حوالي 14 من أهم المعابد المصرية، حاليا يطلق عليها الأقصر.           |
|        | القاهرة الإسلاميّة                                 | محافظة القاهرة 30°02′45.61″N 31°15′45.78″E / 30.0460028°N 31.2627167°E | ثقافي | 89    | 1979        | تأسست القاهرة الإسلاميّة في القرن العاشر الميلادي، وتعتبر إحدى أقدم المدن الإسلاميّة بما تحتويه من جوامع ومدارس وحمامات وينابيع. وقد بلغت عصرها الذهبي في القرن الرابع عشر.                        |
|        | ممفيس ومقبرتها، منطقة الأهرام من الجيزة إلى دهشور | محافظة الجيزة 29°58′34″N 31°07′58″E / 29.97611°N 31.13278°E            | ثقافي | 86    | 1979        | موقع يتميز بوجود قبور صخرية ومصطبات ومعابد وأهرام. ويعتبر الموقع أحد عجائب الدنيا السبع. |
|        | معالم النوبة من أبو سمبل إلى فيلة                 | محافظة أسوان 22°20′13″N 31°37′32″E / 22.33694°N 31.62556°E             | ثقافي | 88    | 1979        | توجد بالمنطقة الأثرية معالم مميزة مثل معبد رمسيس الثاني في أبو سمبل ودار عبادة إيزيس في جزيرة فيلة، لاحقاً تم الحفاظ على الموقع من خلال إنشاء سد أسوان.                                           |
|        | منطقة القديسة كاترين                              | محافظة جنوب سيناء 28°33′20″N 33°58′34″E / 28.55556°N 33.97611°E        | ثقافي | 954   | 2002        | يعود تأسيس الدير إلى القرن السادس. حيث أن جدرانه ومبانيه أنشئت على أسلوب العمارة البيزنطية. كما يضم عدد من مخطوطات وأيقونات مسيحية قديمة. وهو يقع في منطقة جبلية تضمّ العديد من المواقع التراثية. |
|        | وادي الحيتان                                      | محافظة الفيوم 29°16′15″N 30°02′38″E / 29.27083°N 30.04389°E            | طبيعي | 1186  | 2005        | يقع الوادي في صحراء مصر الغربية ويتضمّن بقايا أحفورية متحجّرة عن فصيلة الحيتان القديمة والمنقرضة. وهي تمثل تطور الحيتان من ثدييات برية إلى بحرية.                                                  |